# 消除一切形式种族歧视国际公约

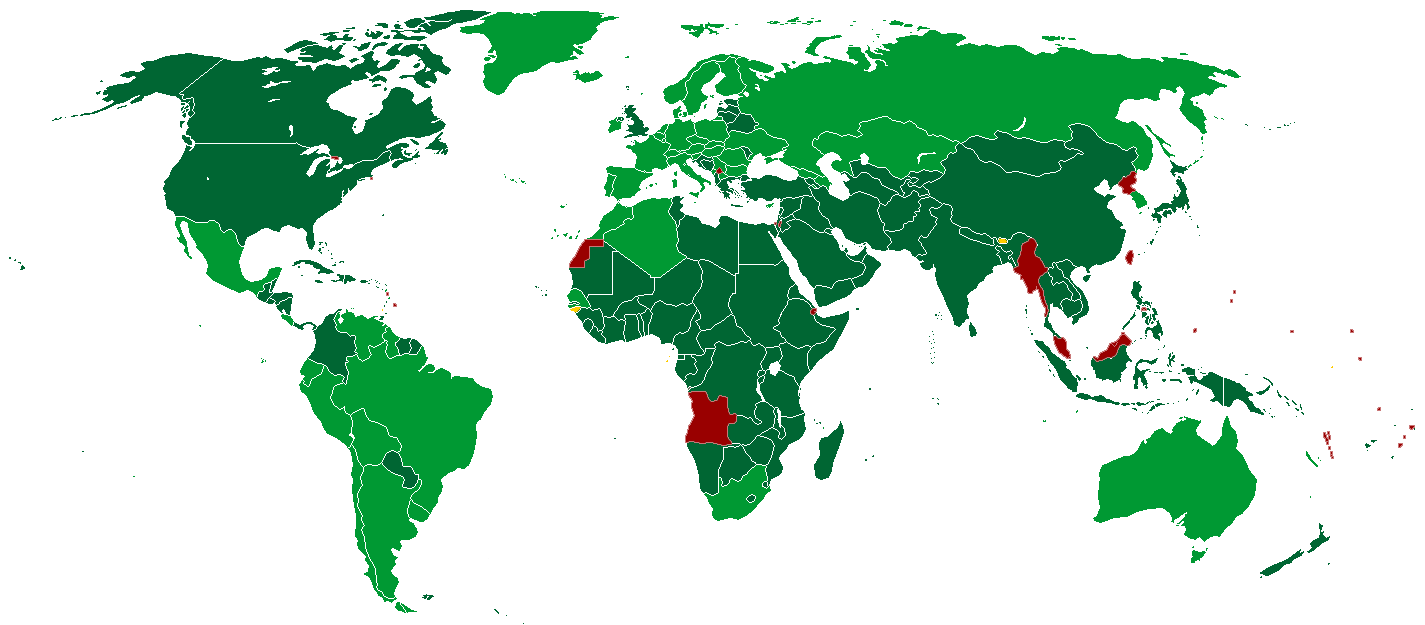
消除一切形式種族歧視國際公約的參與國：
承認第14條效力的簽約國
不承認第14條效力的簽約國
簽署但未批准
未簽署也未批准

《消除一切形式种族歧视国际公约》（英語：Convention on the Elimination of All Forms of Racial Discrimination, ICERD）是一項联合国公约。作为第三代人权文件，公约要求其缔约国消除种族歧视和促进所有种族间的谅解。該公約也要求各国以法律禁止仇恨言论，并以刑事手段惩治种族主义组织。
该公约由联合国大会于1965年12月21日通过并开放签约，1969年1月4日正式生效。至2013年1月，已有88个签约国，177个缔约国，並設有聯合國消除種族歧視委員會（CERD）監督。

## 緣起
1960年12月，在世界一些地區相繼發生反猶太主義事件之後，聯合國大會通過決議，譴責“一切形式的種族，宗教和民族仇恨與行為”，認為此違反聯合國憲章和世界人權宣言，並呼籲所有國家的政府“採取一切必要措施，防止各種形式的種族、宗教和民族仇恨。”聯合國經濟及社會理事會依此起草了一決議針對“種族偏見、民族和宗教不寬容的表現”，呼籲各國政府教育公眾反對不寬容並廢除歧視性的法律。由於時間緊迫，該決議未能在1961年的大會通過，在隔年的大會才順利通過。
在這項決議初期的辯論中，以中非共和國、查德、達荷美共和國（今貝南）、幾內亞、象牙海岸、馬利、毛里塔尼亞和上伏塔（今布吉納法索）為首的非洲國家推動更具體的行動，提議以國際公約的形式對抗種族歧視，而一些國家則較偏好聲明，而不是具約束力的公約。也有一些國家想在同一份文件中同時處理種族歧視與宗教不寬容，不過由於阿拉伯國家政治上的反對，加上其他國家認為宗教不寬容的部分沒有那麼急迫，最終各方達成妥協，兩項決議分開處理，一項是旨在消除種族歧視的宣言和公約草案，另一項則是針對宗教不寬容的宣言和公約草案。
消除一切形式種族歧視宣言草案於1963年11月20日在大會通過，同一天，大會呼籲經濟及社會理事會與人權委員會應絕對優先依此宣言草案制定公約草案。公約草案於1964年年中完成，但因為大會的拖延而無法在該年通過。公約草案最終在1965年12月21日通過。

## 概要
公約遵循世界人權宣言、公民權利和政治權利國際公約和與經濟，社會及文化權利國際公約的架構，序言中提及國際勞工組織第111號公約和反教育歧視公約，內容共有25條，分為三個部分。

### 第一部分（第1 - 7條）
各締約方承諾消除一切形式的種族歧視和促進各種族之間的了解（第2條）。各締約方有義務不因種族而有歧視、不贊助或維護種族主義，以及禁止其管轄範圍內的種族歧視。他們還必須審查其法律和政策，以確保他們不會因種族而有差別待遇，並承諾修改或廢除涉及歧視的法律與政策。必須消除歧視的具體領域，列在第5條。
該公約各締約方具體承諾消除種族隔離，以及其管轄範圍內的種族隔離罪行（第3條）。各締約方還需要將煽動種族仇恨視為刑事犯罪（第4條），確保司法救濟種族歧視（第6條），並從事公眾教育，以促進理解和寬容（第7條）。

### 第2部分（第8 - 16條）
規範公約的報告和監督，為落實公約各締約方應採取的步驟。包括建立聯合國消除種族歧視委員會(CERD) ，並授權其對聯合國大會做一般性建議。它也建立了各締約方之間的爭議解決機制（第11 - 13條），允許各締約方承認委員會有權聽取個人對於侵犯公約所保障權利的投訴（第14條）。

### 第3部分（第17條 - 25條）
關於公約的批准、生效及修訂。

## 條約實行

### 臺灣
中華民國政府於1966年3月31日簽署（signature），1970年11月14日批准（ratification），12月10日聯合國存放批准書（deposit），自1971年1月9日起生效（come into effect）。2013年依總統府人權諮詢委員會會議決議，請內政部落實推動本公約，確認此一公約已屬條約，具國內法效力。2018年總統府人權諮詢委員會之會議決議請內政部積極辦理國家報告及國際審查之事宜。2020年行政院核定內政部所訂定之推動計畫，每四年提出一次國家報告，並邀請專家來台審查。2022年12月提出初次國家報告，並在2024年4月邀請專家審查。監察院國家人權委員會成立後，也在第一次國家報告中提出獨立評估意見。